# Даниловская набережная
Дани́ловская на́бережная — набережная на правом берегу Москвы-реки в Даниловском районе Южного административного округа города Москвы. Проходит от Павелецкой набережной до Железнодорожного проезда. 

## История
В 1930—1960-х годах на набережной находился Южный речной вокзал, позднее перенесённый ниже по течению Москвы-реки в Нагатино.

## Примечательные здания и сооружения
По нечётной стороне находится Москва-река.
По чётной стороне:
- № 2 (корпуса 1, 2, 3, 4) — здесь жил лингвист, член-корреспондент РАН В. М. Солнцев[1].
- № 4
- № 6 (корпуса 1, 2, 3, 4)

## Транспорт
- Станции метро «Тульская» и «Нагатинская», далее автобус с910